# Agrius minor
Agrius minor är en fjärilsart som beskrevs av Tutt 1904. Agrius minor ingår i släktet Agrius och familjen svärmare. Inga underarter finns listade i Catalogue of Life.